# Accident ferroviaire d'Arleux
L'accident ferroviaire d'Arleux, aussi appelé catastrophe d'Arleux, a eu lieu le samedi 27 septembre 1902 à huit heures vingt-sept en gare de cette commune du département du Nord située sur la ligne de Saint-Just-en-Chaussée à Douai lorsque par suite d'une erreur d'aiguillage, un express venant de Lille a déraillé, accident faisant vingt-quatre morts et soixante-sept blessés. 

## Les circonstances
L'express 2828 était parti de Lille à 7 heures 44. Il était tiré par une locomotive de la Compagnie du Nord et comprenait douze véhicules de la Compagnie de l'Est : deux fourgons et dix voitures à voyageurs des trois classes occupées par quatre-vingt-quinze personnes, formant deux tranches devant être séparées à Busigny, l'une vers Reims par Laon et l'autre vers Nancy et Dijon par Charleville-Mézières. Après avoir quitté Douai à 8 heures 11, il avait emprunté la section à voie unique pour Cambrai et abordait à 60/70 km/h la gare d'Arleux, qu'il devait franchir sans arrêt lorsque passant sur un aiguillage au point kilométrique 213, il fut dévié vers une voie de service en cul-de-sac dépourvue de ballast. 
Malgré une tentative de freinage d'urgence du mécanicien, le train dérailla. La locomotive et le tender se couchèrent sur la gauche, enlisés dans la plateforme, et formèrent un obstacle contre lequel vint buter le reste du convoi. Le fourgon de tête escalada le tender et retomba disloqué, les premières voitures se mirent en travers et trois d'entre elles furent entièrement écrasées sous la pression des suivantes, qui se couchèrent en les chevauchant. Seule la dernière voiture demeura sur les rails, intacte.

## Secours et bilan
Les premiers secours furent assurés par les ouvriers travaillant sur les voies de la gare et par les mariniers du canal longeant la ligne, rapidement rejoints par les habitants de la ville, qui s'efforcèrent d'extraire des débris les victimes restées coincées, auxquelles un médecin-major présent dans le train, bien que lui-même blessé, put dispenser des premiers soins sommaires. Par la suite, des médecins arrivèrent de Douai et Lille, en automobile puis dans deux trains de secours, qui à onze heures et à midi, ramenèrent les blessés dans ces deux villes où ils furent hospitalisés. Les morts étaient déposés dans la halle de la grande vitesse de la gare. Le sous-préfet et le substitut de Douai se rendirent sur les lieux. Le ministre des travaux publics Émile Maruéjouls dépêcha sur place son fils Pierre, directeur de son cabinet.
Le déraillement avait produit des effets destructeurs sur les voitures, toutes à caisse en bois qui, même quand elles n'avaient pas été totalement broyées en se télescopant, s'étaient disloquées, écrasant mortellement leurs passagers entre les cloisons et les banquettes ou leur causant de graves mutilations nécessitant souvent des amputations. Ainsi, sur les quatre-vingt-quinze occupants du train, seuls une quinzaine étaient indemnes, et après que plusieurs victimes eurent succombé à leurs blessures, le bilan définitif de l'accident peut être établi à vingt-quatre morts et soixante-sept blessés.

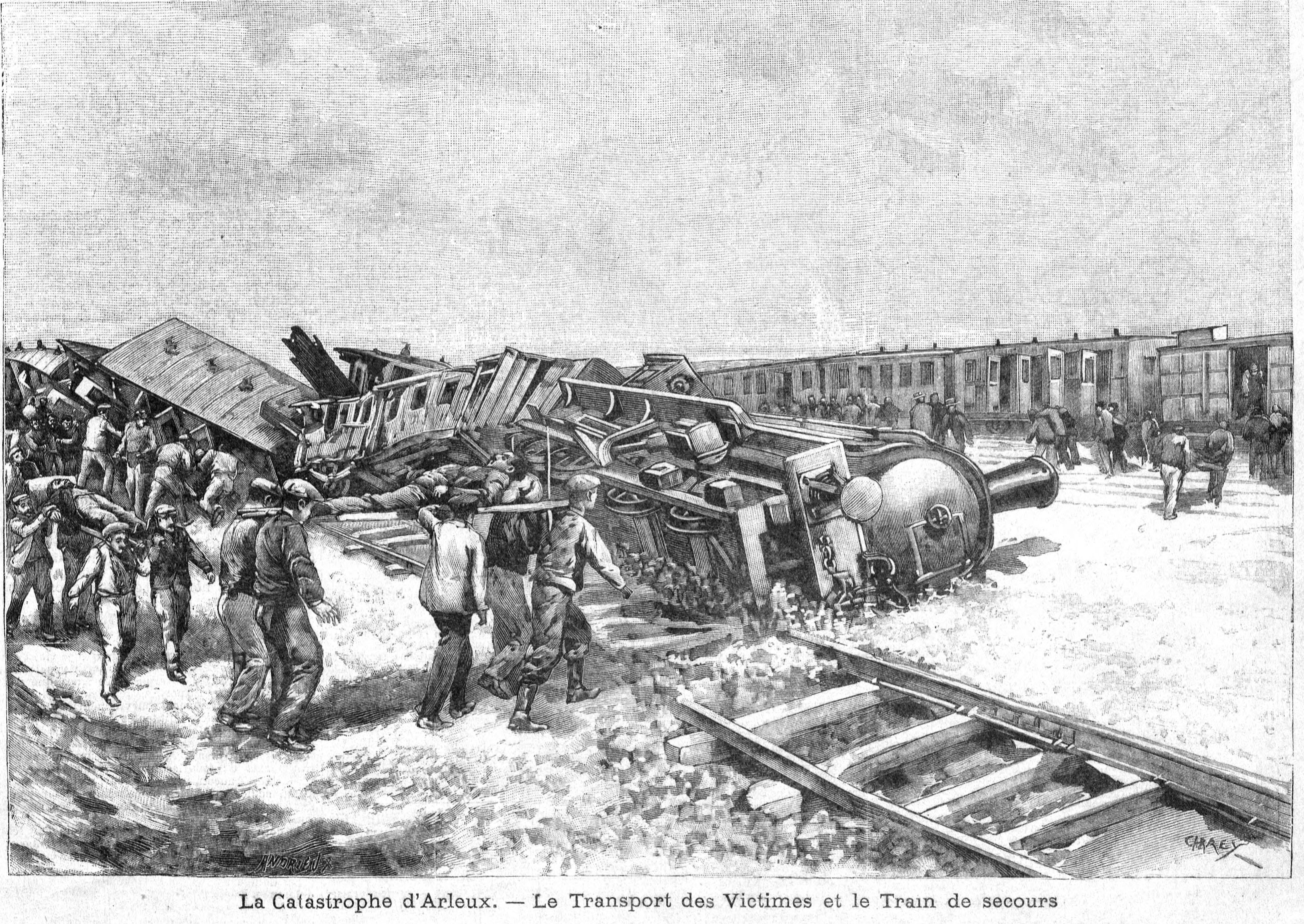
Déraillement d'Arleux, les secours vus par le Supplément Illustré du Petit Parisien (n° 714 du 12 octobre 1902).

## Causes
À l'approche de la gare, trois aiguillages ouvraient l'accès à des voies de débord, notamment vers les halles aux marchandises. Or, à l'époque, en vue d'améliorer les opérations de chargement des wagons de betteraves, le réaménagement du plan de voies était en cours et pour faciliter le fonctionnement du chantier et la circulation des trains de travaux, les aiguillages n'étaient plus manœuvrés, comme à l'accoutumée, à distance depuis la gare, mais sur place, par un levier. Pour la même raison, on avait aussi provisoirement neutralisé les enclenchements asservissant normalement la position des signaux à celle des aiguilles par l'intermédiaire d'un dispositif dit « serrure Bourret » fermant automatiquement la voie lorsqu'elle était déviée. Ainsi, le disque situé à 1800 mètres de l'entrée en gare d'Arleux avait-il donné voie libre au mécanicien du 2828.
L'employé de la gare chargé de manœuvrer l'aiguillage, le facteur mixte Moreau assurait qu'il l'avait bien placé et calé en position de voie directe cinq minutes avant le passage du train, et attribuait son changement à l'acte de malveillance d'un tiers, que le député du Nord Jean Plichon, tentera un mois plus tard d'imputer à des mineurs grévistes. Cette explication était cependant peu plausible d'abord parce que l'appareil était placé directement à la vue des ouvriers du chantier, et surtout parce que l'enquête avait révélé que son dispositif de blocage était défectueux. En effet, le mécanisme réglementaire de verrouillage, détérioré, avait été remplacé par un montage de fortune, expédient dénoncé par le juge de paix d'Arleux. On pouvait donc présumer que faute d'une immobilisation efficace, la lame d'aiguille s'était déplacée sous l'effet des trépidations engendrées par l'arrivée du train.

## Responsabilités
Comme lors de tout accident ferroviaire, une double enquête officielle fut ouverte, judiciaire, par le Parquet de Douai, et administrative par le service du contrôle de l'État. Dès le début de l'enquête judiciaire, le chef de gare Crespin et l'aiguilleur Moreau, considérés comme responsables directs, furent inculpés mais laissés libres sous caution. Des critiques s'étant élevées contre la tendance à poursuivre exclusivement des personnels subalternes surchargés de travail, par la suite, le rapport du service du contrôle de l'État incrimina également quatre cadres de la Compagnie du Nord, un chef de section, un chef de district et deux inspecteurs pour avoir fait preuve de négligence dans l'organisation et la surveillance des travaux. Prenant acte de cette mise en cause, le juge d'instruction les inculpa également. 
Après réquisitoire introductif d'instance du procureur de la République, le procès se tint sur deux jours les 11 et 12 décembre 1902 devant le tribunal correctionnel de Douai.
Le tribunal rendit son jugement le 26 décembre. L'aiguilleur Moreau et le chef de gare Crespin étaient déclarés les principaux coupables, et condamnés respectivement à quatre mois de prison et cinquante francs d'amende et à six mois de prison et deux cents francs d'amende. Des quatre cadres poursuivis, seul le chef de district était déclaré coupable de négligence et condamné à mille francs d'amende. La Compagnie du chemin du fer du Nord, déclarée civilement responsable dans le même jugement, indemnisa à l'amiable certaines victimes ou à défaut d'accord fut condamnée par la suite.
L'aiguilleur Moreau et le chef de gare Crespin firent appel de leur condamnation, que la Cour de Douai confirma pour le premier, mais réforma pour le second, en lui accordant le sursis pour la prison et en réduisant l'amende à cinquante francs.